# Aeroporto di Santiago di Compostela
L'Aeroporto di Santiago di Compostela - Rosalía de Castro (IATA: SCQ, ICAO: LEST) (in spagnolo Aeropuerto de Santiago de Compostela-Rosalía de Castro) è situato a 16 km di distanza da Santiago di Compostela, nei pressi dell'insediamento di Lavacolla. È l'aeroporto più grande della Galizia offrendo voli internazionali ed intercontinentali.
Con 2,9 milioni di passeggeri nel 2019, è il sedicesimo aeroporto spagnolo per frequentazione, l'ottavo escludendo gli aeroporti sulle isole.
L'ultima tappa del Camino de Santiago si trova in prossimità delle installazioni aeroportuarie.
Dal 12 marzo 2020 assume la denominazione ufficiale "Aeroporto di Santiago - Rosalía de Castro".

## Accessi
L'aeroporto si può raggiungere nei modi seguenti:
In auto
Vicino al Terminal passa l'autostrada A54 che collega Lugo con il centro di Santiago. Prendendola si può arrivare in meno di 10 minuti al raccordo anulare SC-20 che circonda la capitale galiziana. Andando verso il vicino paese di Sigüeiro è possibile prendere la AP-9 autostrada a pagamento che collega Santiago con tutte le città della costa. Così si può raggiungere La Coruña in 40 minuti e Ferrol e Vigo in circa un'ora.
In pullman
L'aeroporto e il centro della città sono collegati da servizi di bus quotidiani con una frequenza di 30 minuti dalle 6.50 del mattino alle 23.30 della notte. Il prezzo della corsa semplice è di 3 euro; le fermate intermedie sono l'autostazione e la via Doutor Teixeiro (vicino alla Stazione dei treni). Ci sono anche due linee dirette di pullman verso La Coruña (un servizio giornaliero) e Lugo (sette servizi giornalieri).
In taxi
All'ingresso al terminal si trova una fermata di taxi che collegano l'aeroporto con qualsiasi località della città di Santiago di Compostela per un prezzo fisso di 21 euro.

## Dati sul traffico

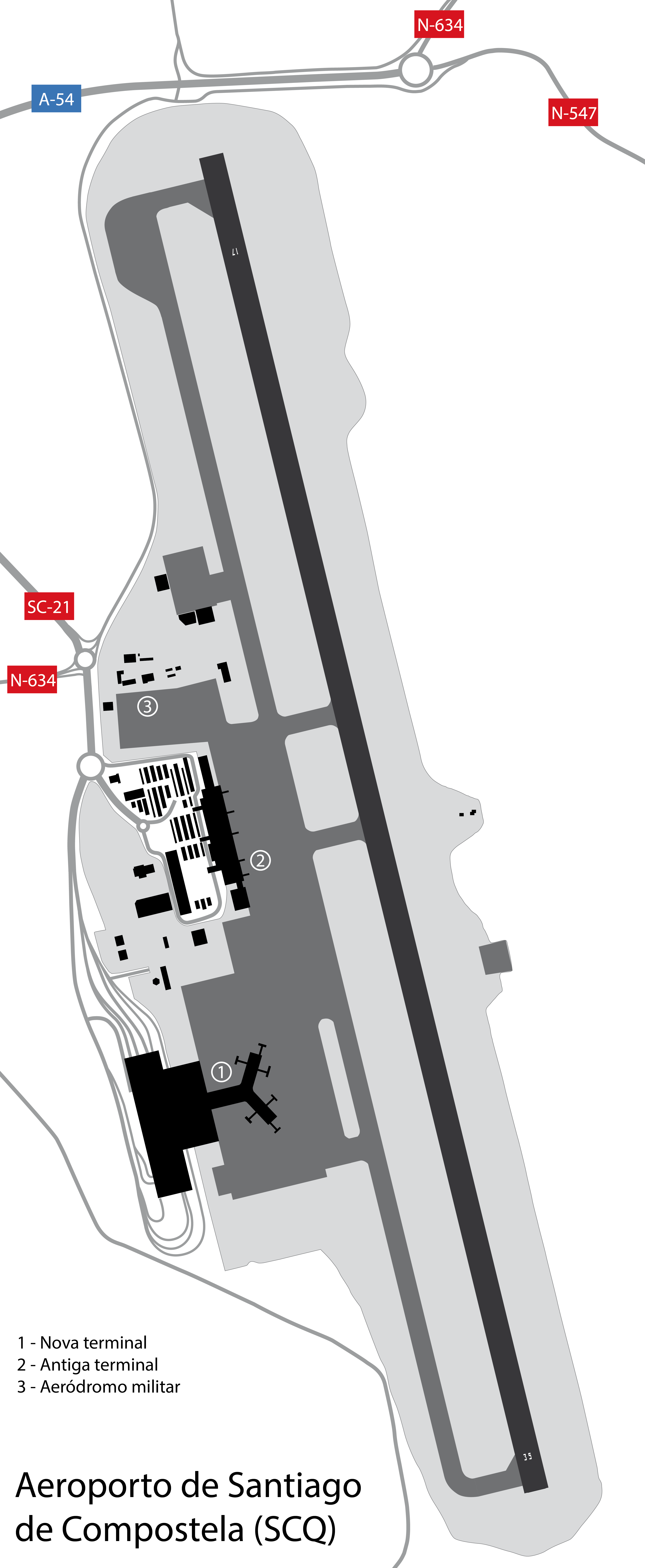

| 2000        | 1.332.896 | 6.733.877 | 19.660 |
| 2001        | 1.281.334 | 6.288.793 | 19.084 |
| 2002        | 1.240.730 | 5.716.382 | 17.362 |
| 2003        | 1.381.826 | 5.318.564 | 18.454 |
| 2004        | 1.580.675 | 4.938.613 | 21.593 |
| 2005        | 1.843.118 | 3.805.386 | 25.693 |
| 2006        | 1.994.519 | 2.587.799 | 24.712 |
| 2007        | 2.050.121 | 2.749.984 | 24.637 |
| 2008        | 1.917.466 | 2.418.798 | 21.945 |
| 2009        | 1.944.068 | 1.988.641 | 20.166 |
| 2010        | 2.172.869 | 1.964.349 | 21.252 |
| Fonte: AENA |           |           |        |